# Tresta (Fetlar)

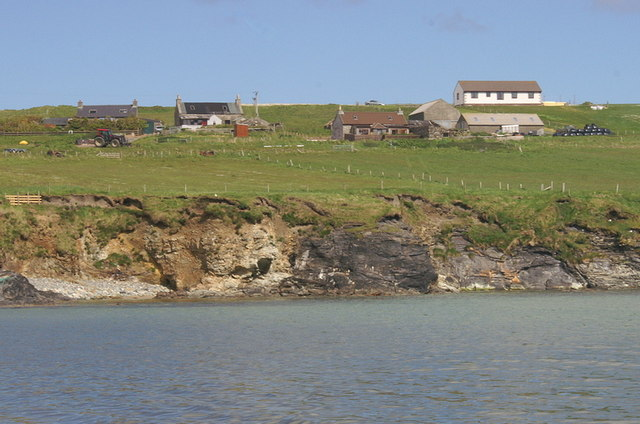
Blick auf den Ort

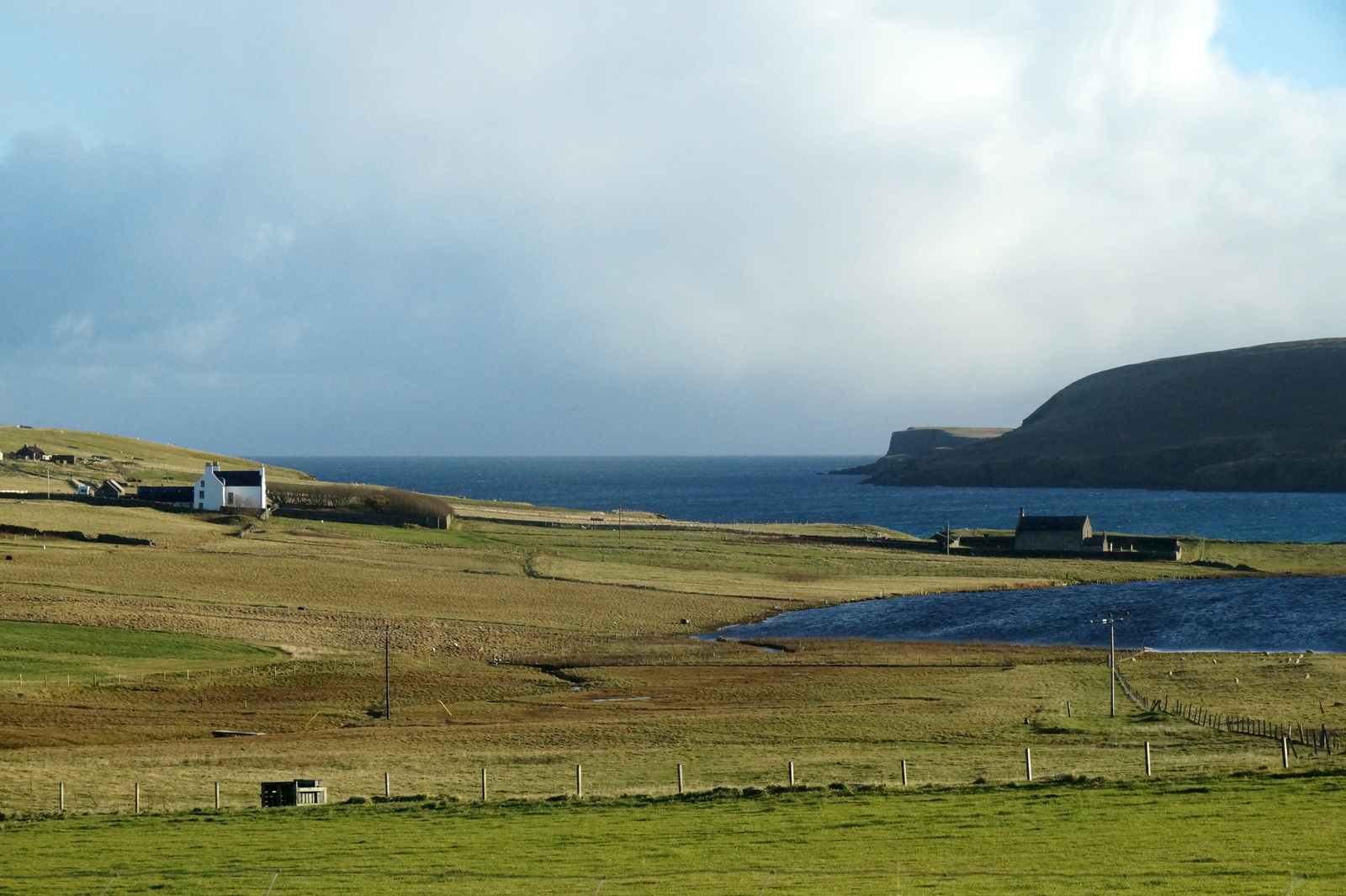
Das Pfarrhaus und die Kirche bei Tresta

Tresta ist eine Ortschaft, die im Nordosten der zu Schottland zählenden Shetlands liegt.

## Geographie
Tresta ist eine kleine Siedlung, die im Süden der Insel Fetlar am nordwestlichen Ufer der Meeresbucht Wick of Tresta liegt. Ihr Ende findet sie hier mit dem Strand Sands of Tresta, der sie vom See Papil Water trennt. Im Osten liegt Houbie in der Nähe.

## Historisches
Im Rahmen der historischen Gliederung Schottlands in Civil Parishes zählt Tresta zu Fetlar. Westlich des Ortes steht die Kirche Fetlar Kirk, die als Listed Building in der Kategorie B eingestuft worden ist.